# Обисон (Орн)
Обисон (фр. Aubusson) насеље је и општина у северној Француској у региону Доња Нормандија, у департману Орн која припада префектури Аржантан.
По подацима из 2011. године у општини је живело 425 становника, а густина насељености је износила 108,97 становника/km². Општина се простире на површини од 3,9 km². Налази се на средњој надморској висини од 264 метара (максималној 272 m, а минималној 168 m).

## Демографија
| 1962. | 1968. | 1975. | 1982. | 1990. | 1999. | 2011. |
| ----- | ----- | ----- | ----- | ----- | ----- | ----- |
| 186   | 189   | 221   | 314   | 329   | 335   | 425   |

График промене броја становника у току последњих година